# المدعي العام (اليابان)
مكتب المدعي العام (検察庁 Kensatsu-chō)  هو وكالة لإجراء الملاحقة القضائية في اليابان. إنه جهاز استثنائي (特別の機関 Tokubetsu no Kikan) تابع وزارة العدل (法務省 Hōmu-shō) .  ويتكون من أربعة مستويات من المكاتب: مكتب المدعي العام الأعلى؛ النيابات العامة العليا (8)، النيابات العامة الإقليمية (50)؛ ومكاتب النيابة العامة المحلية (438). 

#### الهيكل التنظيمي
تم تنظيم
تبديل عرض جدول المحتويات
المدعي العام الياباني اعتبارًا من عام 2021: 

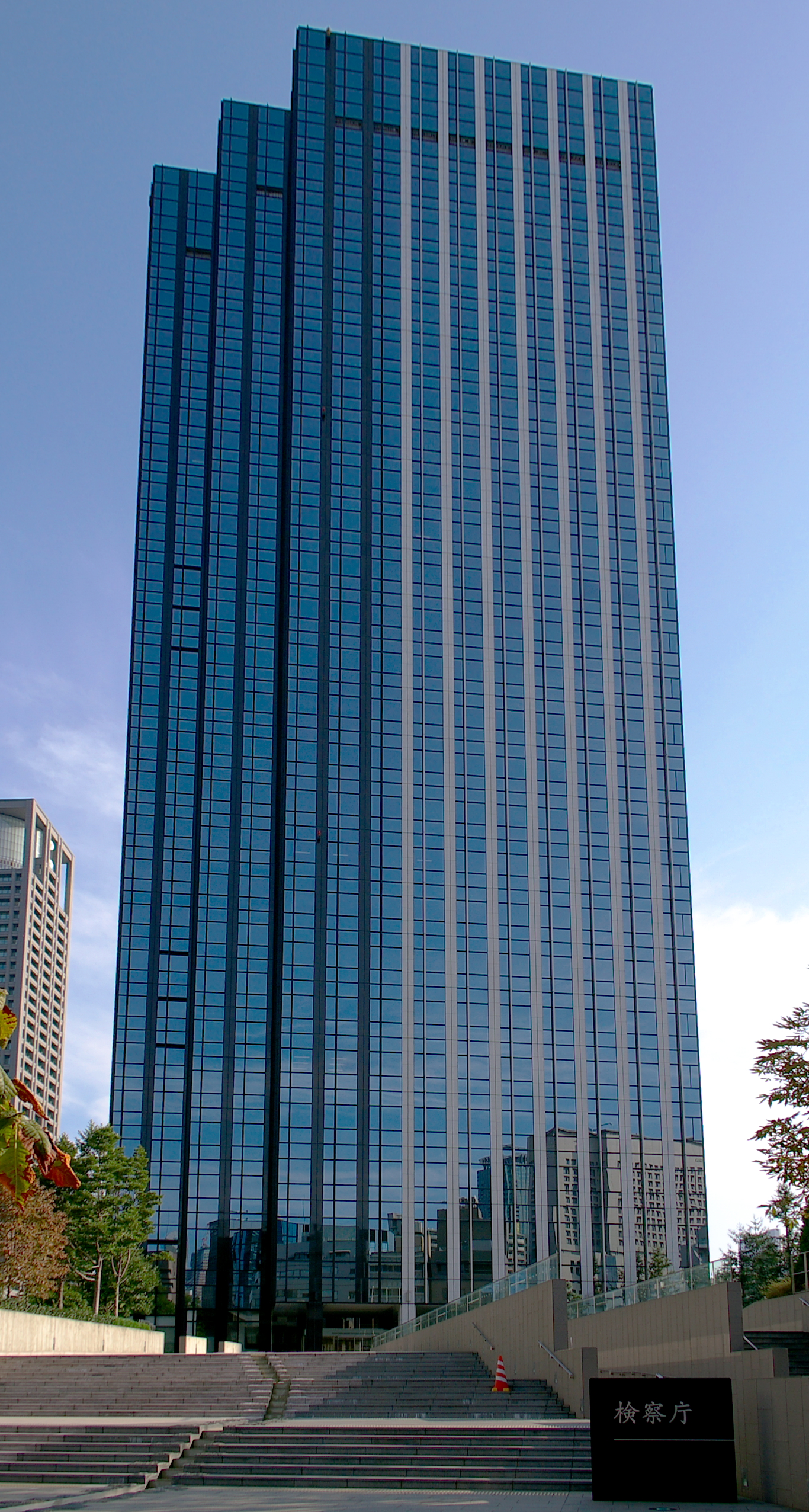
مبنى مكاتب النيابة العامة في أوساكا

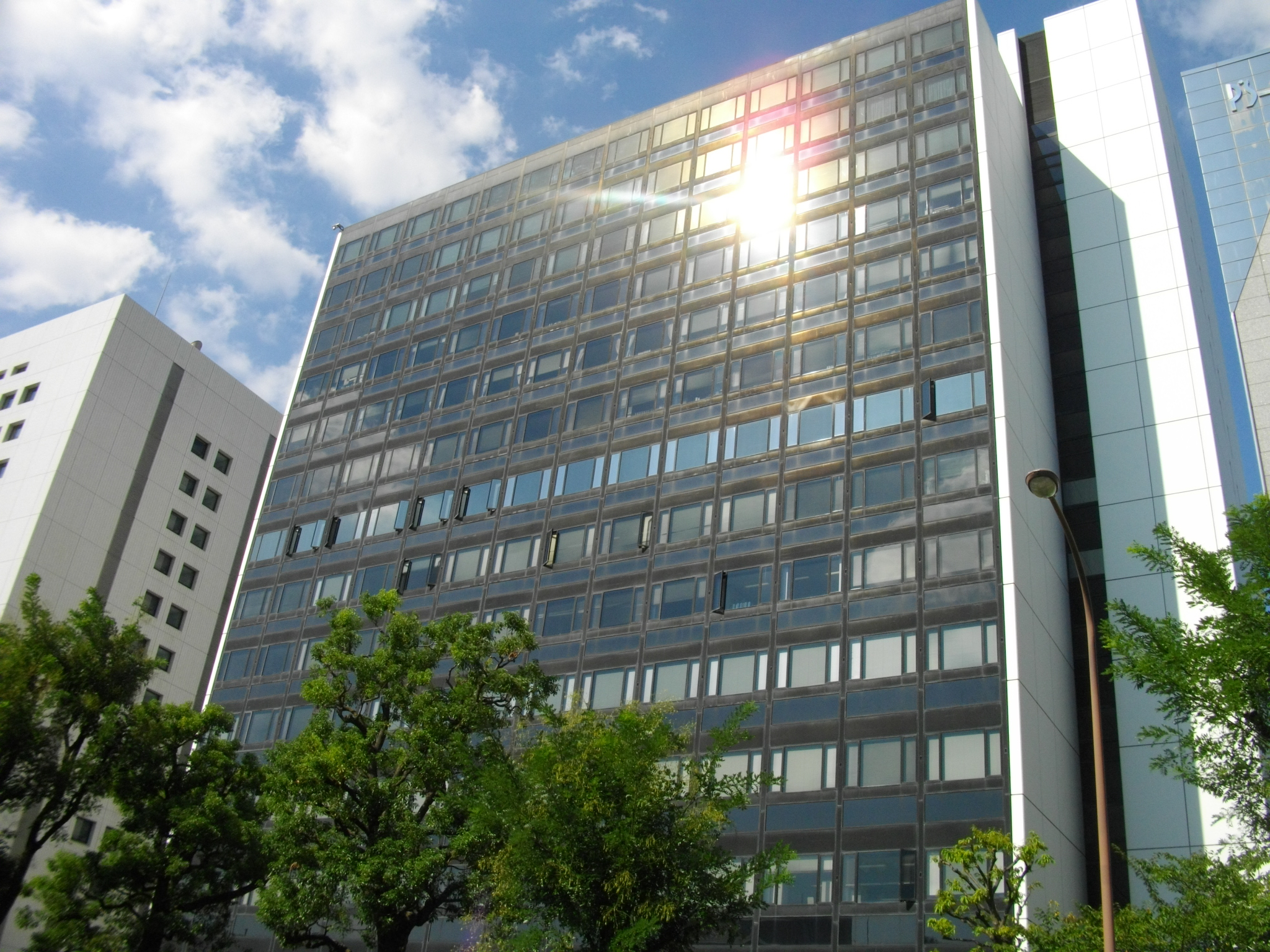
مبنى قسم التحقيقات الخاصة في طوكيو

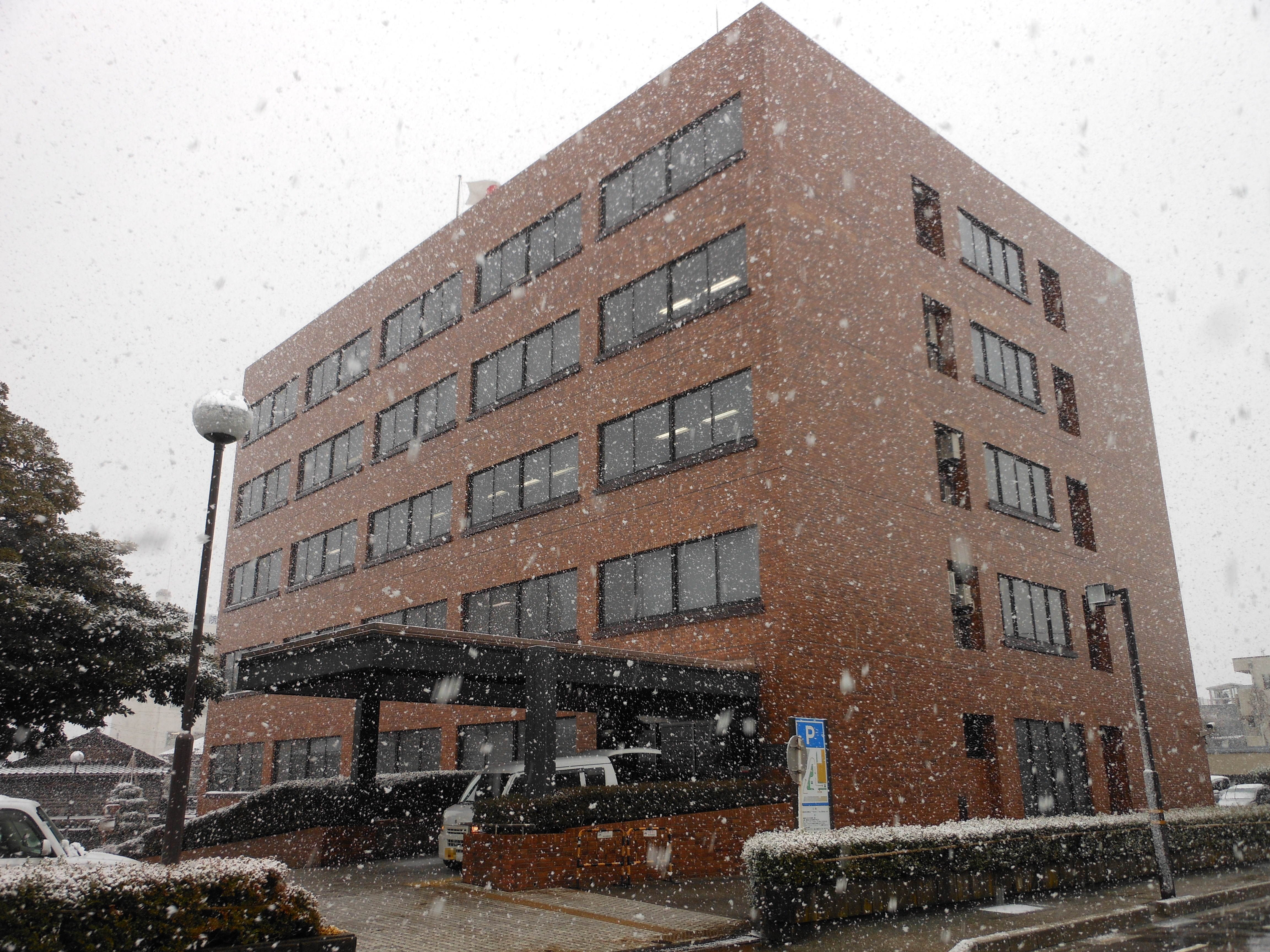
مبنى مكاتب النيابة العامة في كانازاوا

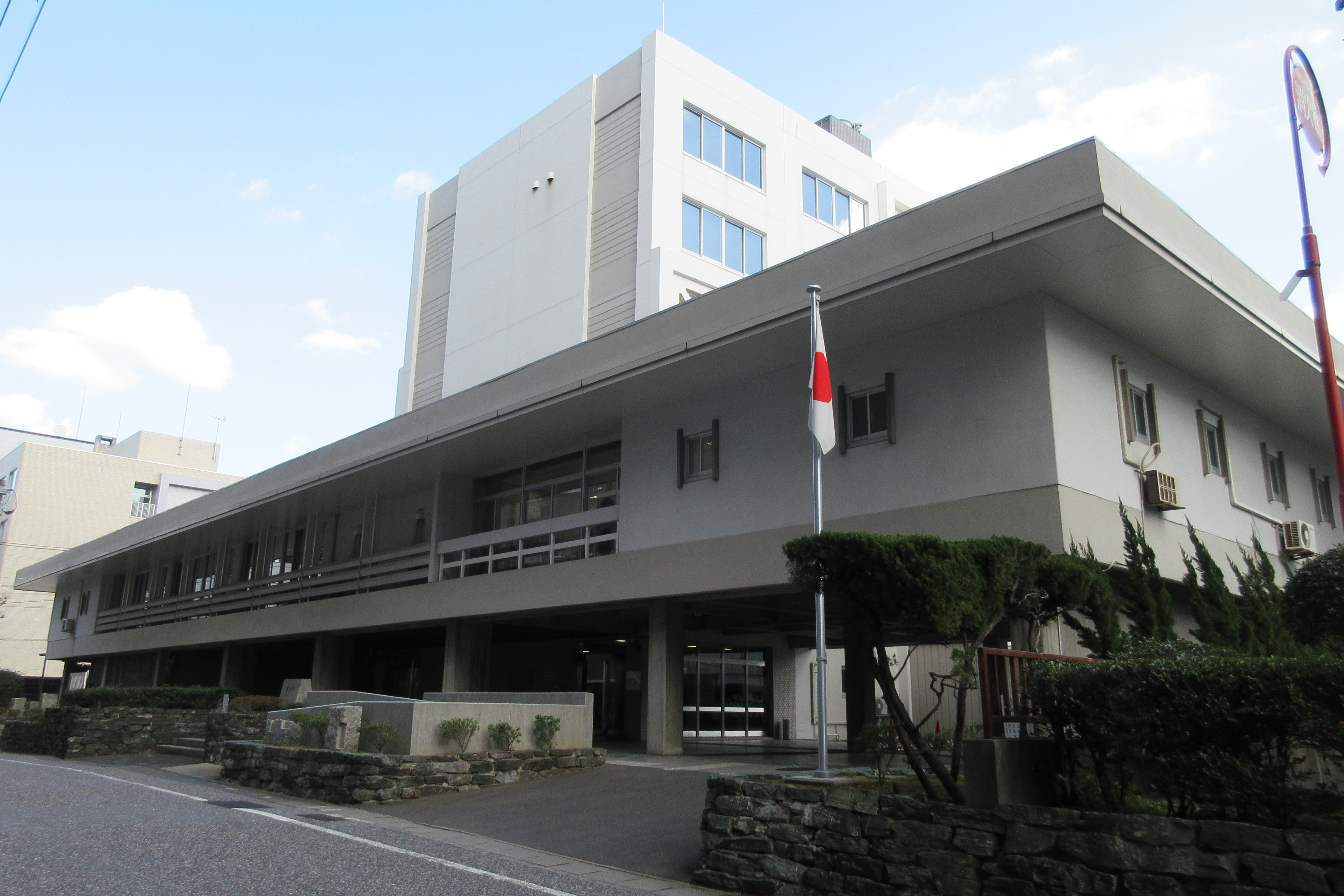
مبنى مكاتب المدعين العامين في ناغازاكي

- سكرتارية
  - إدارة الشؤون العامة
  - إدارة التفتيش والتوجيه
  - إدارة الشؤون الجنائية
  - إدارة الأمن العام
  - قسم المحاكمة

## أنظر أيضاً
- قانون اليابان
- النظام القضائي في اليابان
- نظام العدالة الجنائية في اليابان
- القضاة العلمانيون في اليابان
- محامون في اليابان